# نغونوال

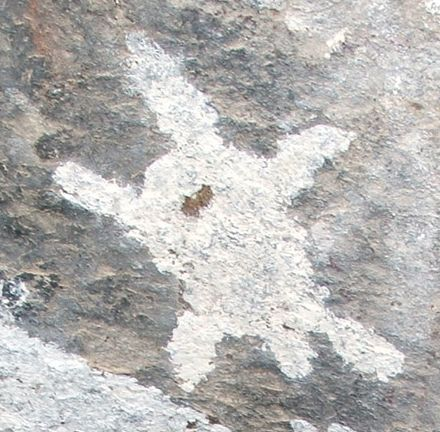
فن في يانكي هات، ربما حيوان النضناض

شعب نغونوال (ويُكتب أيضًا نغوناوال) هم من الشعوب الأصلية في جنوب ولاية نيو ساوث ويلز وإقليم العاصمة الأسترالية في أستراليا.شعب نغونوال (ويُكتب أيضًا نغوناوال) هم من الشعوب الأصلية في جنوب ولاية نيو ساوث ويلز وإقليم العاصمة الأسترالية في أستراليا.شعب نغونوال (ويُكتب أيضًا نغوناوال) هم من الشعوب الأصلية في جنوب ولاية نيو ساوث ويلز وإقليم العاصمة الأسترالية في أستراليا.

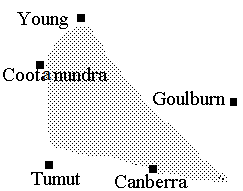
الأراضي التقليدية لشعب نغونوال في نيو ساوث ويلز

شعب نجوناوال ، ويُكتب أيضًا نجوناوال ، هم من السكان الأصليين في جنوب نيو ساوث ويلز وإقليم العاصمة الأسترالية في أستراليا.

## لغة
تُعد لغتا نغونوال وغوندونغورا من لغات السكان الأصليين في أستراليا، وتنتميان إلى عائلة لغات "باما-نيونغان". وهما اللغتان التقليديتان لشعبي نغونوال وغاندانغارا على التوالي.
هاتان اللهجتان مرتبطتان ارتباطًا وثيقًا للغاية، ويُعتبران في المفهوم اللغوي التقني لهذين المصطلحين لهجتين من نفس اللغة (التي لم تُسمّ).
وفقًا لأحد التصنيفات، تُدرج هاتان اللهجتان مع لغة نغاريغو ضمن مجموعة من لغات "الهضاب الجنوبية" في ولاية نيو ساوث ويلز.

## شعب نغونوال
كان شعب نغونوال يجاور من الشمال شعب نيـامودي/نامادجي، الذين كانوا يعيشون جنوبًا في سهول الحجر الجيري. كما كان شعب وِيراجُوري (من جهة الغرب) وشعب غوندونغورا (من جهة الشمال) يحدّون أيضًا منطقة نغونوال.

## النزاع حول الملكية التقليدية
في الوقت الحالي، هناك ثلاث مجموعات تتنازع على ملكية منطقة كانبيرا: شعب نغامبري، وشعب نغاريغو، ومجموعة نغامبري-غوومال الناطقة بلغة والغالو، والمُمثَّلة من قِبل شين مورتمر، والذي تربطه صلات واسعة تمتد من جبال سنوي إلى جبال بلو.
وفقًا للمستوطنين الذين كانوا يعيشون في المنطقة في ثلاثينيات القرن التاسع عشر، كما ورد في صحيفة كوينبيان إيج، كانت هناك ثلاث مجموعات في المنطقة: نغونوال، نيـامودي/نامادجي، ونغاريغو.
نشأ النزاع الحالي عندما صرّح رئيس وزراء إقليم العاصمة الأسترالية آنذاك، جون ستانهوب، بشكل غير دقيق بأن "نغامبري هو اسم لإحدى المجموعات العائلية التي تُشكّل أمة نغونوال."
كما أضاف قائلاً: "تعترف الحكومة بأعضاء أمة نغونوال باعتبارهم من أحفاد السكان الأصليين لهذه المنطقة."
وقد ارتكب هذا الخطأ بعد حديثه مع أشخاص من أعراق متعددة ينحدرون جزئيًا من أصول نغونوال، وكان أسلافهم قد قدموا من منطقة ياس في عشرينيات القرن الماضي بحثًا عن العمل.
في عام 2012، توصّل بحث أُجري لصالح حكومة إقليم العاصمة الأسترالية بعنوان "أقرباؤنا، أرضنا" (Our Kin, Our Country) إلى أنه "لا يوجد أساس في الوصف الذي قدّمه تيندال للمنطقة". وأكد البحث أن اللغة المحكية في منطقة كانبيرا كانت لهجة من لغة نغاريغو، "مرتبطة ولكنها متميزة عن اللهجات المحكية في توموت ومونارو".
وأشار التقرير إلى أن الأدلة التاريخية التي تم جمعها كانت ضئيلة جدًا بحيث لا تدعم ادعاءات أي عائلة بكونها المالكة الأصلية للأرض.
بعض السكان الأصليين في منطقة كانبيرا بداخل جنوب شرق أستراليا، ومن بينهم ماتيلدا هاوس، يعرفون أنفسهم بأنهم من شعب نغامبري. شين مورتمر يعرّف نفسه كأحد أفراد نغامبري-غووموال، حيث يُقال إن كلمة "غووموال" تعني "الأرض العالية".
ومع ذلك، فإن هذا الادعاء بكونهم أمة مستقلة يثير جدلًا بين العديد من السكان الأصليين المحليين الآخرين، الذين يرون أن نغامبري هم عائلة صغيرة أخذت اسمها من منطقة سوليڤان كريك الواقعة شرق جبل بلاك في أواخر التسعينيات.

## اللقب الأصلي
أقدم دليل مباشر على وجود السكان الأصليين في المنطقة يأتي من مأوى صخري بالقرب من منطقة بيريجاي قرب ثاروا، والذي تم تأريخه بحوالي 25,000 سنة مضت. ومع ذلك، من المرجح (استنادًا إلى مواقع أقدم معروفة في المناطق المحيطة) أن يعود تواجد الإنسان في هذه المنطقة إلى فترة أقدم بكثير.
هُجِّر شعب نغونوال تدريجيًا من منطقة ياس ابتداءً من عشرينيات القرن التاسع عشر عندما بدأ الرعاة باحتلال الأراضي هناك. عمل بعض الناس في ممتلكات بالمنطقة. في عام ١٨٢٦، احتج العديد من السكان الأصليين في بحيرة جورج على حادثة تورط فيها راعٍ وامرأة من السكان الأصليين، إلا أن المتظاهرين انسحبوا سلميًا. 
تشير السجلات التاريخية لأستراليا إلى وفاة آخر شخص من شعب نغوناوال " الأصيل "، نيللي هاميلتون، في عام 1897، ومع ذلك، فإن هذا الأمر محل نزاع بين السكان الأصليين وغير الأصليين الأستراليين، حيث لا يزال العديد من شعب نغوناوال موجودين حتى اليوم. 